# Montenegrina subcristata
Montenegrina subcristata is een slakkensoort uit de familie van de Clausiliidae. De wetenschappelijke naam van de soort is voor het eerst geldig gepubliceerd in 1847 door Kuster.